# Rennesøy

Wappen von Rennesøy

Rennesøy war eine Kommune im norwegischen Fylke Rogaland. Ihr Verwaltungssitz war Vikevåg. Die Kommune wurde durch acht größere Inseln gebildet: Rennesøy, Mosterøy, Bru, Fjøløy, Klosterøy, Sokn, Brimse und den westlichen Teil von Åmøy. Hinzu kam eine Vielzahl kleiner Inseln wie Fjøløya. Die Kommune gehörte zur Landschaft Ryfylke. Im Zuge der Kommunalreform in Norwegen wurden Rennesøy und Finnøy zum 1. Januar 2020 mit Stavanger zusammengelegt.
Auf einer Fläche von 66 km² lebten 4847 Einwohner (Stand: 1. Januar 2019). Die Kommunennummer war 1142.

## Geschichte
Auf Rennesøy wurden etwa 10.000 Jahre alte Steinwerkzeuge (eine Axt und Pfeil-/Speerspitzen) gefunden. Bei den in Galta gefundenen Spuren handelt es sich um die ältesten menschlichen Siedlungsspuren in Norwegen.
Der Bautastein von Hellenset ist etwa 3,5 Meter hoch, 40 cm breit und 10 cm dick. Er neigt sich leicht zur Seite, hat gerade Seiten und eine gerade abgeschnittene Oberseite.
Auf Rennesøy fand ein Hobby-Forscher mit seinem Metalldetektor 2023 einen Schatz aus dem 6. Jahrhundert. Gefunden wurden zehn Perlen, neun Münzanhänger und drei Ringe aus Gold.
Das frühere Augustinerkloster Utstein liegt auf der Insel Klosterøy. Es wurde nach 1263 gegründet und war St. Laurentius (Lavrans) geweiht. Die Auflösung geschah 1536.
In den 1990er Jahren drohte durch Abwanderung eine weitgehende Entvölkerung der Gemeinde. Ab 1992 begann die Anbindung der Inseln durch Tunnel und Brücken an das nahe Festland um Stavanger, wodurch der Trend umgekehrt werden konnte. Es entstanden neue Wohngebiete und Einkaufsmöglichkeiten.

## Wirtschaft
Etwa 62 % der Fläche der Inseln wird landwirtschaftlich genutzt. Vor allem werden Schafe und Rinder gezüchtet. Im Jahr 2000 bestanden 83 Bauernhöfe mit dem Schwerpunkt der Milcherzeugung. Insgesamt werden etwa 10.000 Schafe gehalten. Außerdem hat der Anbau von Tomaten eine besondere Bedeutung.